# Friedrich Karl von Vechelde

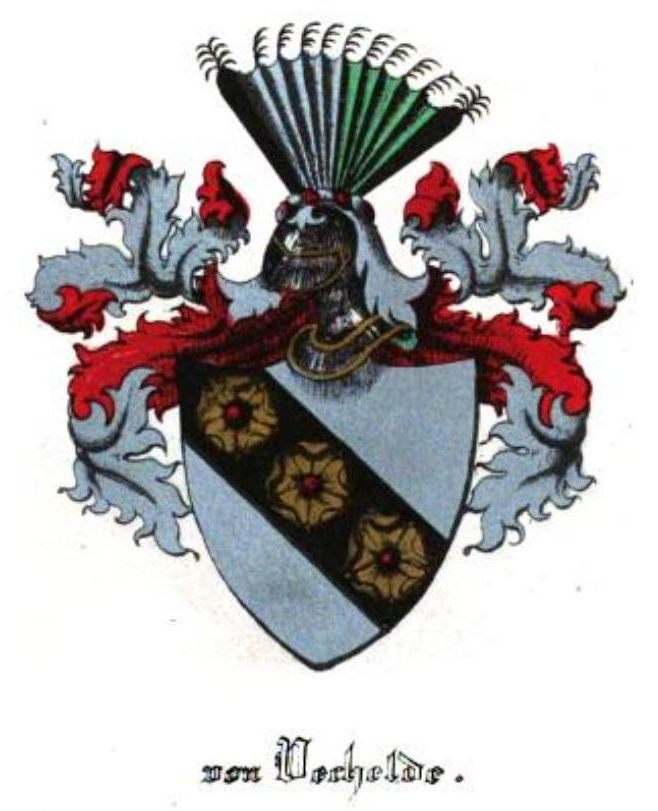
Wappen derer von Vechelde (nach Grote 1852)

Friedrich Karl Adolf von Vechelde (* 26. Juli 1801 in Braunschweig; † 24. September 1846 ebenda) war ein deutscher Jurist, Historiker und Publizist.

## Leben
Friedrich Karl von Vechelde stammte aus einer Braunschweiger Patrizierfamilie, die bereits in der ersten Hälfte des 14. Jahrhunderts in Braunschweig erwähnt wurde. Er war Sohn des Hofgerichtsassessors Johann August Georg von Vechelde († 27. April 1808) und dessen Frau Katharine Friederike († 29. Mai 1841), geborene von Strombeck, einer Schwester des Justizrates Friedrich Karl von Strombeck (1771–1848). Vechelde besuchte ab 1812 das Gymnasium Martineum, später das Katharineum in Braunschweig und die Landesschule Pforta.
Im Jahr 1821 begann er an der Universität Göttingen ein Studium der Rechtswissenschaften, wechselte im Frühjahr 1823 nach Tübingen und im Herbst desselben Jahres nach Leipzig.
1824 kehrte Vechelde nach Braunschweig zurück und bestand 1825 sein juristisches Examen vor dem Landesgericht in Wolfenbüttel mit mäßigem Ergebnis. Seine Zulassung zur Advokatur lehnte das Landesgericht aufgrund seiner mangelnden Kenntnisse der Landesgesetze ab. Nach einer Tätigkeit beim Distriktsgericht Braunschweig schied Vechelde um 1833 aus dem Staatsdienst aus, um sich ausschließlich mit schriftstellerischen Arbeiten zu beschäftigen.

## Wirken

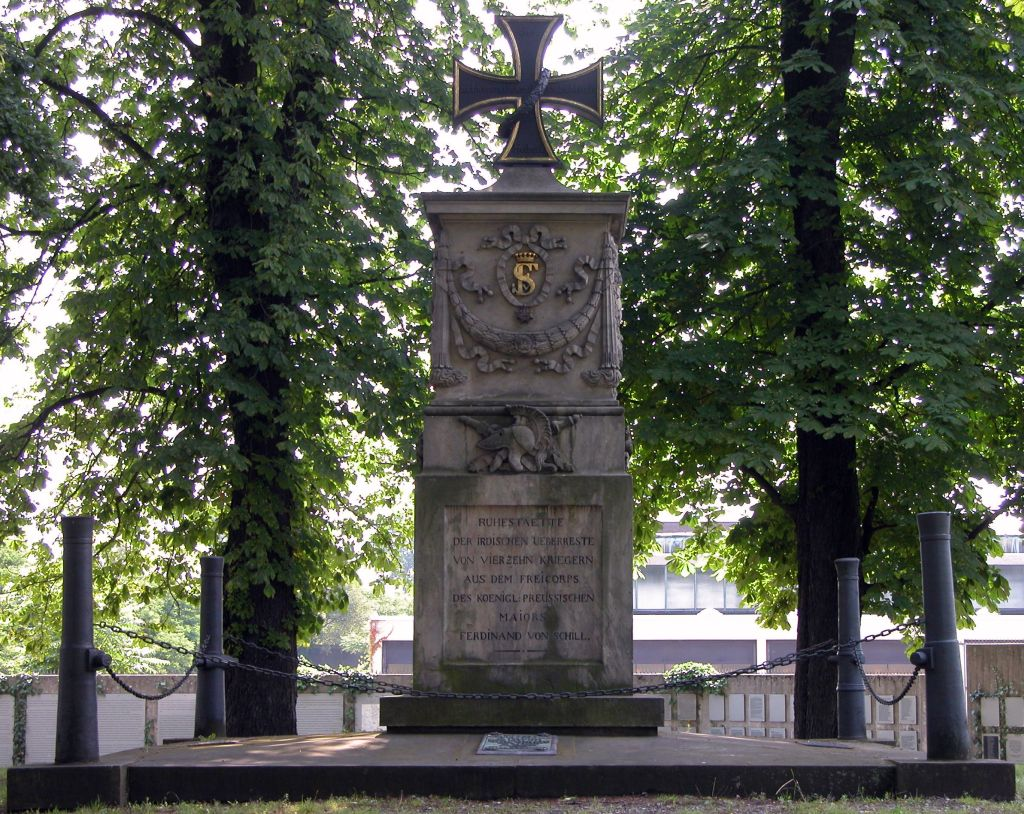
Das „Schill-Denkmal“ in Braunschweig.

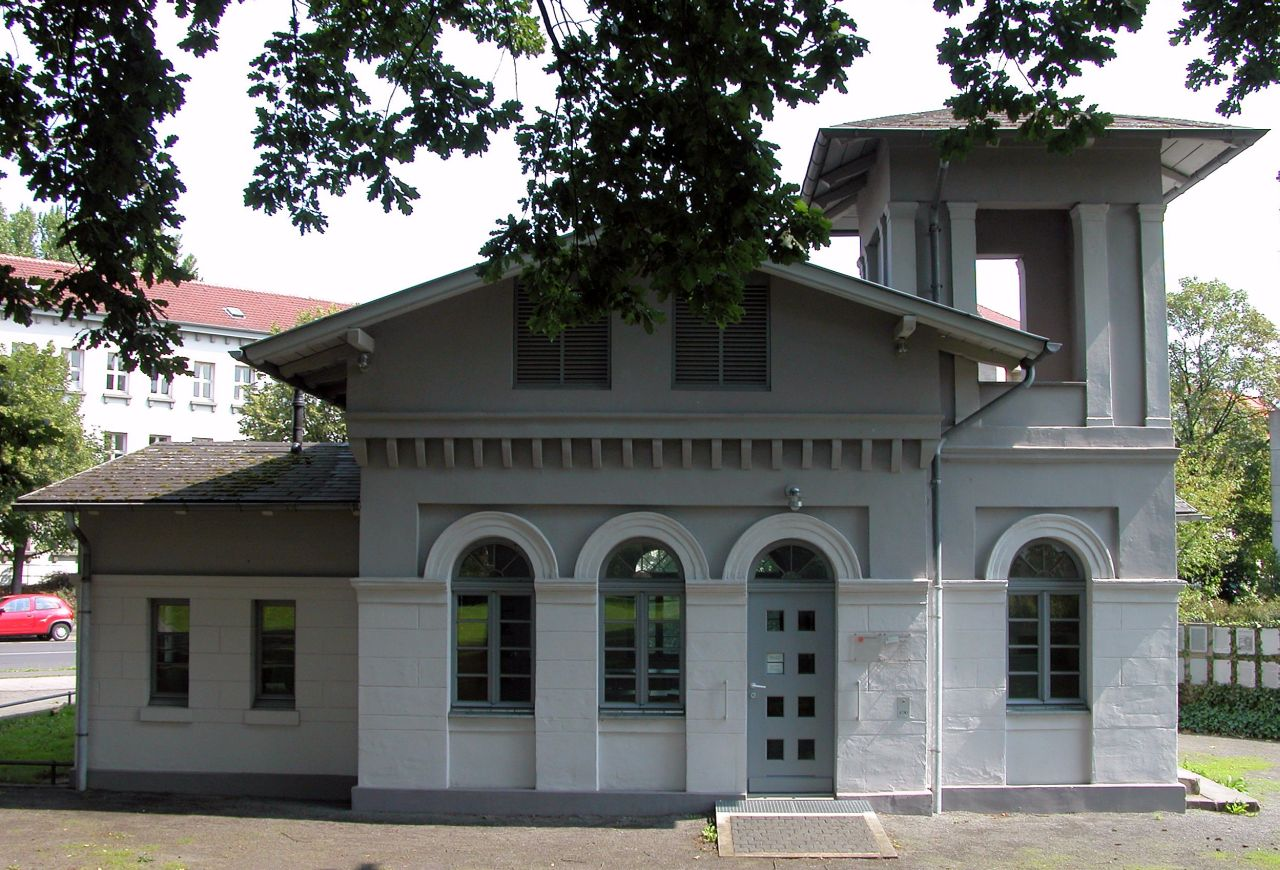
Das sogenannte „Invalidenhäuschen“.

Bereits 1829 hatte Vechelde den ersten Band einer „Neuen Chronik von und für Braunschweig“ veröffentlicht. Die Genehmigung zur Veröffentlichung des zweiten Bandes wurde ihm jedoch von den Behörden nicht erteilt.
Ab Oktober 1830 gab er die Halbwochenschrift „Annalen der Haupt- und Residenzstadt Braunschweig“ heraus, die sich hauptsächlich mit der Geschichte und den Verhältnissen des Herzogtums Braunschweig beschäftigte, jedoch unter Ausschluss politischer Themen. Die Zeitschrift wurde im August 1831 verboten, nachdem in Nummer 65 eine Stelle aus Christian Dietrich Grabbes (1801–1836) Drama „Napoleon oder Die hundert Tage“ abgedruckt worden war, in der die Person des Braunschweiger Herzogs Friedrich Wilhelm (1771–1815) erscheint.
Im Jahr 1832 gab Vechelde eine Chronik der Stadt Braunschweig heraus, die in der ersten Hälfte des 17. Jahrhunderts vom Braunschweiger Bürgermeister Tobias Olfen (1597–1654) verfasst wurde.
In der Folgezeit befasste er sich hauptsächlich mit patriotisch-vaterländischen Themen. Auf Initiative Vecheldes schlossen sich im Juli 1836 Braunschweiger Bürger und Aristokraten zusammen, um ein Denkmal für den preußischen Major und Freischärler Ferdinand von Schill (1776–1809) in Braunschweig zu errichten. Das Denkmal sollte als Grabstätte für die Überreste von vierzehn im Jahr 1809 in Braunschweig hingerichteten Soldaten der Schillschen Jäger dienen.
Das Denkmal wurde nach Plänen von Heinrich Friedrich Uhlmann (1807–1880) errichtet und am 19. März 1837 eingeweiht. Es steht in Braunschweig an jener Stelle, an der die Soldaten erschossen wurden, in der heutigen Schillstraße. Am 24. September 1837 wurde auch Schills Kopf im Denkmal bestattet. 1840 errichtete man auf dem Gelände das sogenannte „Invalidenhäuschen“. Dort wurde ein Veteran des Schillschen Feldzuges einquartiert, der die Denkmalsanlage betreuen und Besuchern von Schills Taten berichten sollte.
Im Jahr 1843 veröffentlichte Vechelde Tagebuchaufzeichnungen des braunschweigischen Generalmajors Friedrich Ludwig von Wachholtz aus dem fünften Koalitionskrieg gegen das napoleonische Frankreich im Jahr 1809.
In seinen letzten Lebensjahren machte Vechelde im Auftrag Herzog Wilhelms mehrere Reisen, um das Material für dessen Biographie zu sammeln. Die Arbeit, die er vor seinem Tod am 24. September 1846 nicht mehr abschließen konnte, wurde später von Ludwig Ferdinand Spehr (1811–1881) ausgeführt.
Vechelde heiratete am 26. Juli 1843 Wilhelmine von Specht, Tochter eines braunschweigischen Offiziers und Kammerherrn. Der Ehe entstammt eine Tochter.

## Werke (Auswahl)

Titelblatt von 1832, herausgegeben von Carl Friedrich von Vechelde.

- Tobias Olfen’s, eines braunschweigischen Rathsherrn, Geschichtsbücher der Stadt Braunschweig. Braunschweig 1832. (Hrsg., Volltext).
- Braunschweigische Geschichten. Helmstedt 1835 (Volltext).
- Ferdinand von Schill und seine Schaar. Braunschweig 1837 (Volltext).
- Das Haupt Ferdinands von Schill. (Volltext; PDF-Datei; 4,6 MB).
- Braunschweigisches Gedenkbuch zur fünfundzwanzigjährigen Feier der Schlachten von Quatrebras und Waterloo. Braunschweig 1840 (Volltext; PDF-Datei; 4,0 MB).
- Aus dem Tagebuche des Generals Fr. L. von Wachholtz. Zur Geschichte der früheren Zustände der preußischen Armee und besonders des Feldzugs des Herzogs Friedrich Wilhelm von Braunschweig-Oels im Jahre 1809. Braunschweig 1843 (Hrsg., Volltext; PDF-Datei; 25,2 MB).